# Audi Rosemeyer
La Audi Rosemeyer è una concept car costruita dalla casa automobilistica tedesca Audi nel 2000, che venne esposta in vari saloni dell'automobile europei.

## Contesto
È una coupé a due posti con un design moderno che richiama quello delle vetture da competizione degli anni trenta della Auto Union. L'auto è stata infatti dedicata al celebre pilota della Auto Union Bernd Rosemeyer, da cui deriva il nome. 
Ha un motore W16 con una cilindrata di 8004 cm³ per il quale è stata dichiarata una potenza di 630 CV e una coppia di 1032 Nm. Nelle dichiarazioni della casa la Rosemeyer può raggiungere una velocità massima di 350 km/h. e accelerare da 0 a 100 km/h in 2,9 secondi. La vettura è inoltre dotata di trazione integrale, mentre il cambio di velocità è manuale. 
Non ebbe seguito produttivo, tuttavia suscitò molta attenzione sul marchio Audi. Lo stile della Rosemeyer verrà ripreso nel 2005 dalla Bugatti Veyron.